# Fortunato Castillo
Fortunato Castillo Andia (16 marca 1939) – piłkarz boliwijski, napastnik.
Castillo w 1961 roku został graczem klubu Chaco Petrolero La Paz. Jako piłkarz klubu Chaco Petrolero wziął udział w turnieju Copa América 1963, gdzie Boliwia zdobyła tytuł mistrza Ameryki Południowej. Castillo zagrał we wszystkich sześciu meczach - z Ekwadorem (zdobył bramkę), Kolumbią (zmienił na boisku Abdula Aramayo), Peru, Paragwajem (zdobył bramkę), Argentyną (zdobył bramkę) i Brazylią.
W 1965 roku wziął udział w eliminacjach do finałów mistrzostw świata w 1966 roku. Castillo zagrał w dwóch meczach - z Paragwajem u siebie i z Argentyną na wyjeździe. Zdobył jedną z 3 bramek, jakie w tych meczach uzyskała Boliwia.